# Grup de la dugganita
El grup de la dugganita és un grup de minerals de la classe dels fosfats. Està format per quatre espècies: cheremnykhita, dugganita, joëlbruggerita i kuksita. Excepte la cheremnykhita, que cristal·litza en el sistema ortoròmbic, les espècies d'aquest grup cristal·litzen en el sistema trigonal.
| Espècie        | Fórmula              |
| -------------- | -------------------- |
| Cheremnykhita  | Pb₃Zn₃(VO₄)₂(TeO₆)   |
| Dugganita      | Pb₃Zn₃(AsO₄)₂(TeO₆)  |
| Joëlbruggerita | Pb₃Zn₃Sb⁵⁺As₂O₁₃(OH) |
| Kuksita        | Pb₃Zn₃(PO₄)₂(TeO₆)   |

Segons la classificació de Nickel-Strunz els minerals d'aquest grup pertanyen a «08.DL - Fosfats, etc, amb cations de mida mitjana i gran, (OH, etc.):RO₄ = 2:1» juntament amb els següents minerals: foggita, cyrilovita, mil·lisita, wardita, fluorowardita, agardita-(Nd), agardita-(Y), agardita-(Ce), agardita-(La), goudeyita, mixita, petersita-(Y), zalesiïta, plumboagardita, calciopetersita, petersita-(Ce), petersita-(La), wallkilldellita, wallkilldellita-(Fe), angastonita i långbanshyttanita.